# Ivaldo Bertazzo

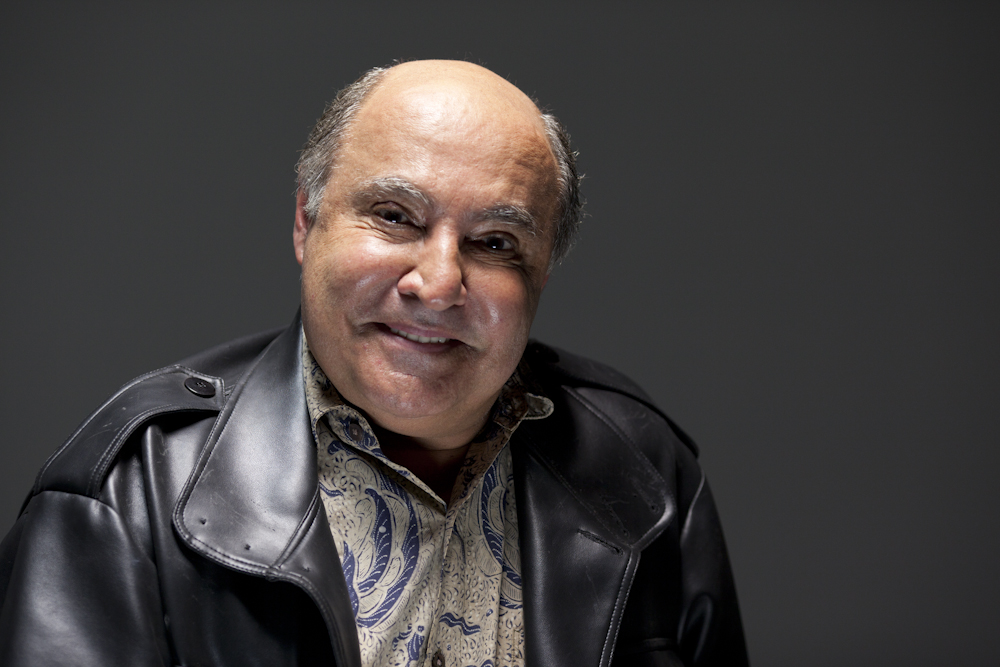
Ivaldo Bertazzo (2010)

Ivaldo Bertazzo (* 1939 in São Paulo) ist ein brasilianischer Choreograph, Tänzer und Erzieher, dessen Choreographien jungen Leuten aus den Favelas eine Perspektive geben. Diese Initiative ist in dieser Form weltweit einmalig und stellt eine neue Form der ethischen Erziehung schwieriger Jugendlicher dar.

## Leben
Ivaldo Bertazzo wurde als Sohn eines Italieners und einer Libanesin geboren und tanzt seit seinem 16. Lebensjahr professionell. Als Tänzer trat er in vielen Ländern auf, so in der Türkei, Griechenland, Spanien, Indien, Argentinien, Chile und Bolivien. 
1975 etablierte er die Escola de Movimento (Bewegungsschule), die den Anfang einer Reihe von erzieherischen Projekten für junge Leute begründete, die er auch im Ausland vorstellte. Es sind Projekte mit Jugendlichen aus zumeist schwierigen sozialen Verhältnissen oder aus den Favelas, die durch Tanz, Bewegung und kulturelle Bildung, aber auch als Mentoren in ihren Vierteln jungen Leuten eine Perspektive geben. Die Schule befindet sich in São Paulo.

## Preise
2004 erhielt Bertazzo den Prinz-Claus-Preis. 